# Con d'escapament

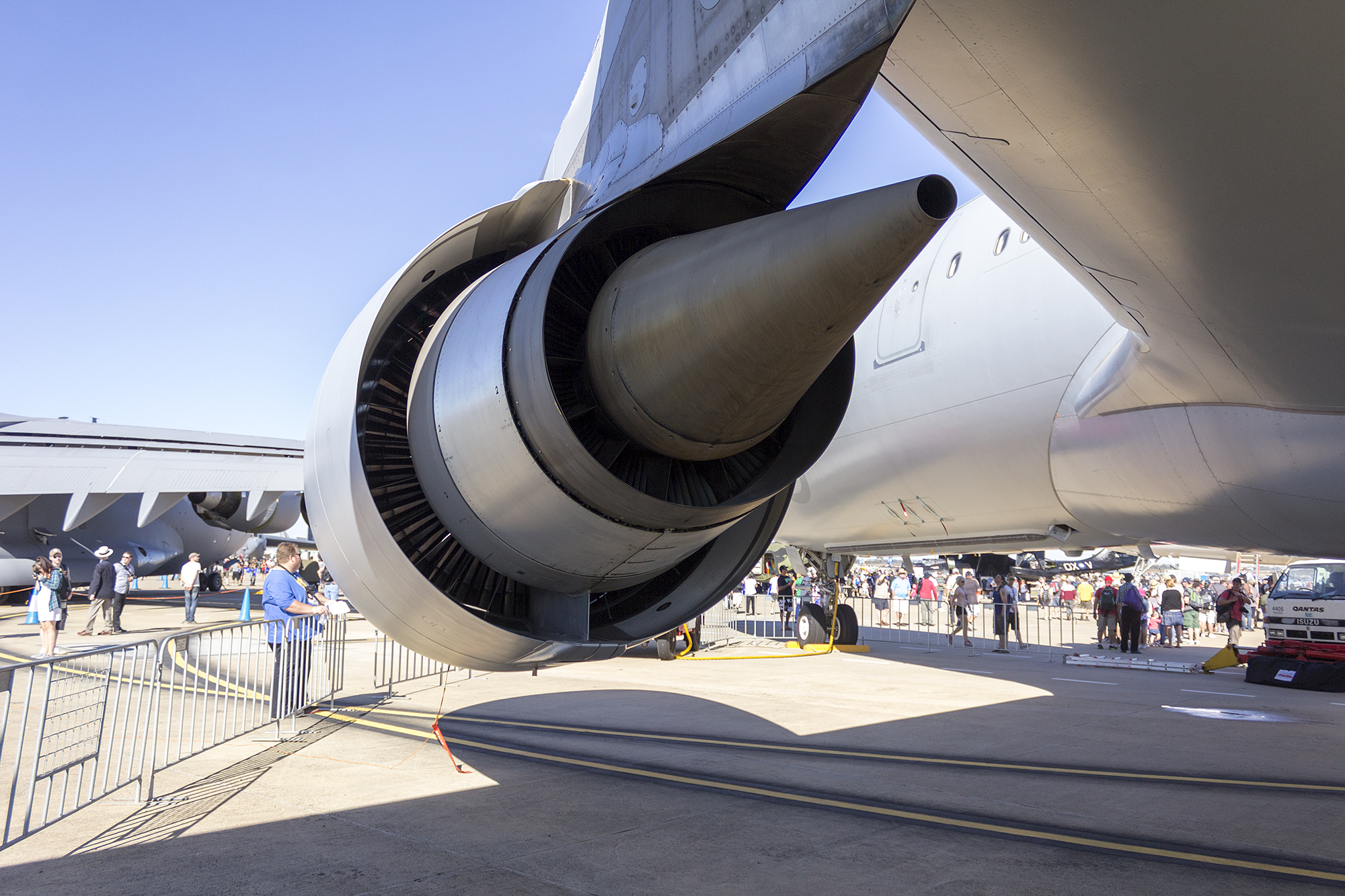
Motor CF6-80E1A3 amb con d'escapament cuspidat

Un con d'escapament és un dispositiu amb forma de con situat a la part posterior dels motors d'aviació de reacció que serveix per uniformitzar la velocitat dels gasos d'escapament que surten del motor. Al principi, tots els cons d'escapament estaven fets de metalls, però des d'aleshores se n'han desenvolupat versions de compost de matriu ceràmica (CMC). En els motors d'escapament mixt, també serveixen per mesclar els gasos d'escapament del nucli i l'aire de la derivació.